# Ommatius persuasus
Ommatius persuasus är en tvåvingeart som beskrevs av H. Oldroyd 1960. Ommatius persuasus ingår i släktet Ommatius och familjen rovflugor.
Artens utbredningsområde är Madagaskar. Inga underarter finns listade i Catalogue of Life.